# Kay Lorentz

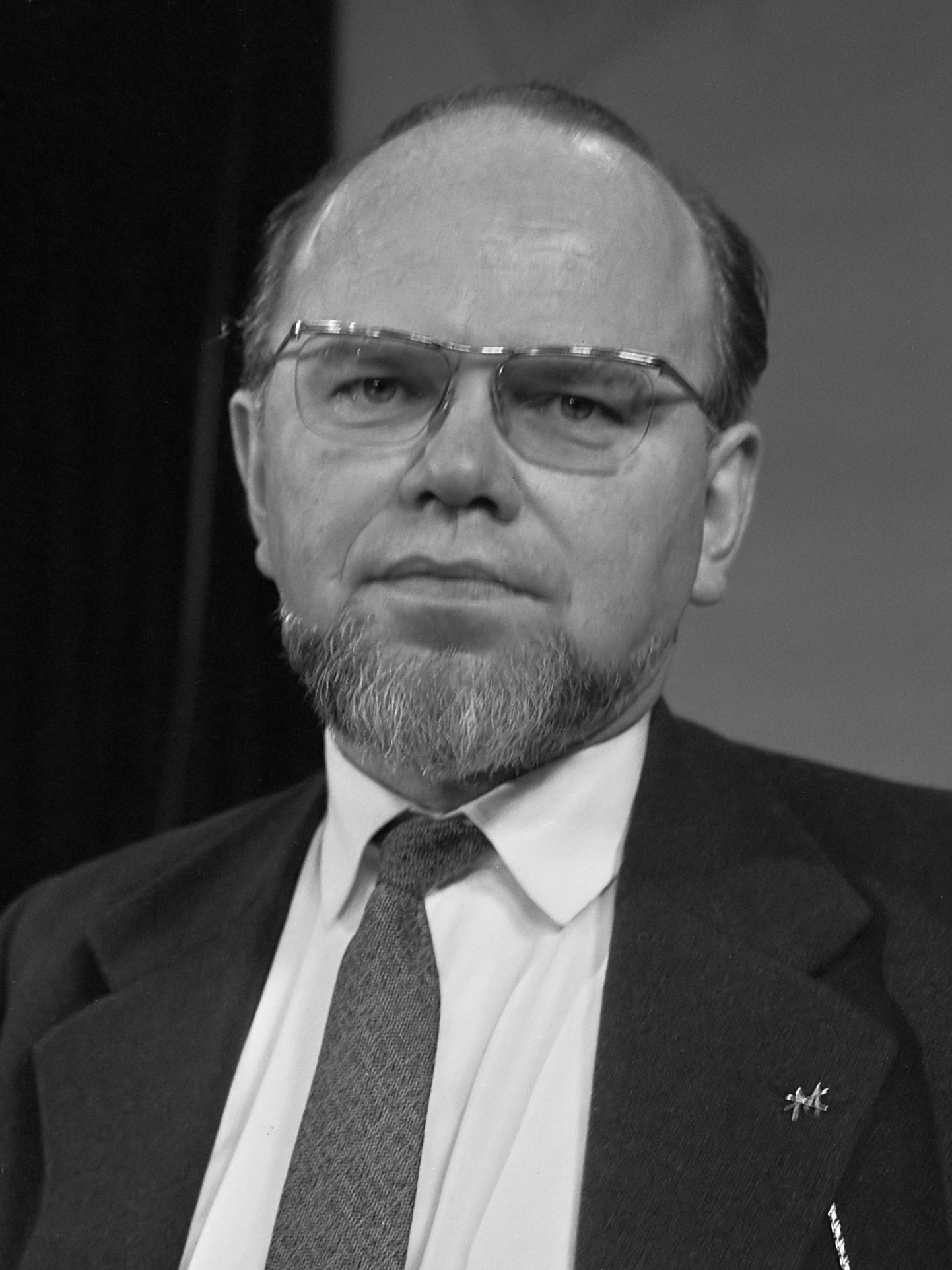
Kay Lorentz (1966)

Kay Lorentz (* 17. Februar 1920 in Chemnitz; † 29. Januar 1993 in Düsseldorf) war ein deutscher Kabarettist. Zusammen mit seiner Frau Lore gründete er die Düsseldorfer Kabarettbühne Kom(m)ödchen.

## Leben
Kay Lorentz zog 1936 nach Berlin, um dort Arabisch und Japanisch zu studieren. Sein Berufswunsch zu diesem Zeitpunkt war Diplomat. Dort heiratete er 1944 seine Kommilitonin Lore Schirmer, die ebenfalls in Berlin studierte. Kay wurde kurz nach der Hochzeit an die Ostfront geschickt. Nach Kriegsende dachte das Paar über Auswanderung nach, ließ sich jedoch in Düsseldorf nieder.
In Düsseldorf gründeten sie 1947 das Kom(m)ödchen ohne jede Vorerfahrung im Bühnenbereich. Der ursprüngliche Berufswunsch Diplomat war vergessen; danach „fehlte ihm der Glaube für eine deutsche Botschaft“ (Lore Lorentz über ihren Mann). Das erste Programm hieß Positiv dagegen. Während seine Frau auf der Bühne der Star war, beschäftigte sich Kay Lorentz vor allem mit der Arbeit hinter den Kulissen und war als Autor aktiv. Zudem förderte er viele jüngere Kabarettisten. 1976 sollte Kay und Lore Lorentz das Bundesverdienstkreuz verliehen werden; das Ehepaar lehnte „mit freundlich-dankbarer Entschiedenheit“ ab – man wolle „das Kreuz der Regierung nicht haben, sondern es sein“. Gleichwohl nahm Kay Lorentz 1986 den Staatspreis des Landes Nordrhein-Westfalen an. 1989 waren er und seine Frau erste Preisträger des Großen Kulturpreises der Sparkassen-Kulturstiftung Rheinland. Im selben Jahr erhielt er gemeinsam mit seiner Frau die Ehrengabe der Heinrich-Heine-Gesellschaft.
Kay Lorentz starb 1993 in Düsseldorf an einem Schlaganfall.
Sein Grab – und das seiner Gattin – liegt auf dem Friedhof Heerdt in Düsseldorf.